# Kōhei Inoue
Kōhei Inoue (jap. 井上 公平 Inoue Kōhei; ur. 5 października 1978) – japoński piłkarz występujący na pozycji obrońcy.

## Kariera klubowa
Od 1997 do 2006 roku występował w klubach JEF United Ichihara, Albirex Niigata i Sagawa Express Tokyo.